# ایبو سیسه
ایبو سیسه (انگلیسی: Ibou Cissé؛ زادهٔ ۲ نوامبر ۱۹۹۶) بازیکن فوتبال اهل فرانسه است.
از باشگاه‌هایی که در آن بازی کرده‌است می‌توان به باشگاه فوتبال پاریس اف سی اشاره کرد.